# Апия Интернешънъл Сидни 2015
Апия Интернешънъл Сидни 2015 е тенис турнир, провеждащ се в Сидни, Австралия от 11 до 17 януари 2015 г. Това е 123-тото издание на Апия Интернешънъл Сидни. Турнирът е част от категория „Висши“ на WTA Тур 2015 и сериите 250 на ATP Световен Тур 2015.

## Сингъл мъже
- Виктор Троицки побеждава  Михаил Кукушкин с резултат 6–2, 6–3.

## Сингъл жени
- Петра Квитова побеждава  Каролина Плишкова с резултат 7–6(7–5), 7–6(8–6).

## Двойки мъже
- Даниел Нестор /  Рохан Бопана побеждават  Жан-Жулиен Ройер /  Хория Текау с резултат 6–4, 7–6(7–5).

## Двойки жени
- Бетани Матек-Сандс /  Саня Мирза побеждават  Ракел Копс-Джоунс /  Абигейл Спиърс с резултат 6–3, 6–3.